# Aloiampelos
Aloiampelos ist eine Pflanzengattung aus der Unterfamilie der Affodillgewächse (Asphodeloideae).

## Beschreibung

### Vegetative Merkmale
Die Arten der Gattung Aloiampelos sind strauchige oder kletternde, krautige oder etwas holzige, ausdauernde, blattsukkulente Pflanzen. Ihre spiralförmig angeordneten, linealisch-lanzettlichen, dünnen, flachen Laubblätter besitzen Blattscheide und sind durch deutliche Internodien voneinander getrennt. Die Blattoberfläche ist nicht gefleckt. Der Blattrand ist gezähnt bis gezähnelt, die Blattspitze verjüngt. Der Blattsaft ist nicht oder nur wenig vorhanden und ist dann klar bis blassgelb und riecht nicht streng. 

### Blütenstände und Blüten
Der in der Regel einfache Blütenstand erscheint seitlich und weist manchmal ein oder zwei Zweige auf. Die Trauben sind entweder locker bis ziemlich dicht zylindrisch oder kopfig. Die Blütenstiele sind nicht gegliedert. Die zylindrischen, leicht dreieckigen Blüten sind manchmal etwas bauchig oder in ihrer Mitte eingeschnürt. Ihre gelben, orangefarbenen, roten oder grünlichen Perigonblätter sind etwas miteinander verwachsen. Die Staubblätter und der Griffel können aus der Blüte herausragen und sind aufrecht. Die Staubfäden sind kahl.

### Früchte und Samen
Die Früchte sind lokulizide Kapseln. Sie enthalten zahlreiche Samen.

## Systematik und Verbreitung
Die Gattung Aloiampelos ist in Südafrika in den Provinzen Westkap und Ostkap verbreitet. Eine Art kommt auch im Grenzgebiet zu Eswatini vor.
Die Typusart der Gattung ist Aloiampelos ciliaris. Die Gattung Aloiampelos umfasst folgende Arten:    
- Aloiampelos ciliaris (Haw.) Klopper & Gideon F.Sm.
  - Aloiampelos ciliaris var. ciliaris
  - Aloiampelos ciliaris var. redacta (S.Carter) Klopper & Gideon F.Sm.
  - Aloiampelos ciliaris var. tidmarshii (Schönland) Klopper & Gideon F.Sm.
- Aloiampelos commixta (A.Berger) Klopper & Gideon F.Sm.
- Aloiampelos decumbens (Reynolds) Klopper & Gideon F.Sm.
- Aloiampelos gracilis (Haw.) Klopper & Gideon F.Sm.
- Aloiampelos juddii (Van Jaarsv.) Klopper & Gideon F.Sm.
- Aloiampelos striatula (Haw.) Klopper & Gideon F.Sm.
  - Aloiampelos striatula var. striatula
  - Aloiampelos striatula var. caesia (Reynolds) Klopper & Gideon F.Sm.
- Aloiampelos tenuior (Haw.) Klopper & Gideon F.Sm.

## Nachweise
- Olwen Megan Grace, Ronell R. Klopper, Gideon F. Smith, Neil R. Crouch, Estrela Figueiredo, Nina Ronsted, Abraham E. van Wyk: A revised generic classification for Aloe (Xanthorrhoeaceae subfam. Asphodeloideae). In: Phytotaxa. Band 76, Nummer 1, 2013, S. 7–14 (doi:10.11646/phytotaxa.76.1.1).